# مراجعة قرار المحكمة في إندونيسيا

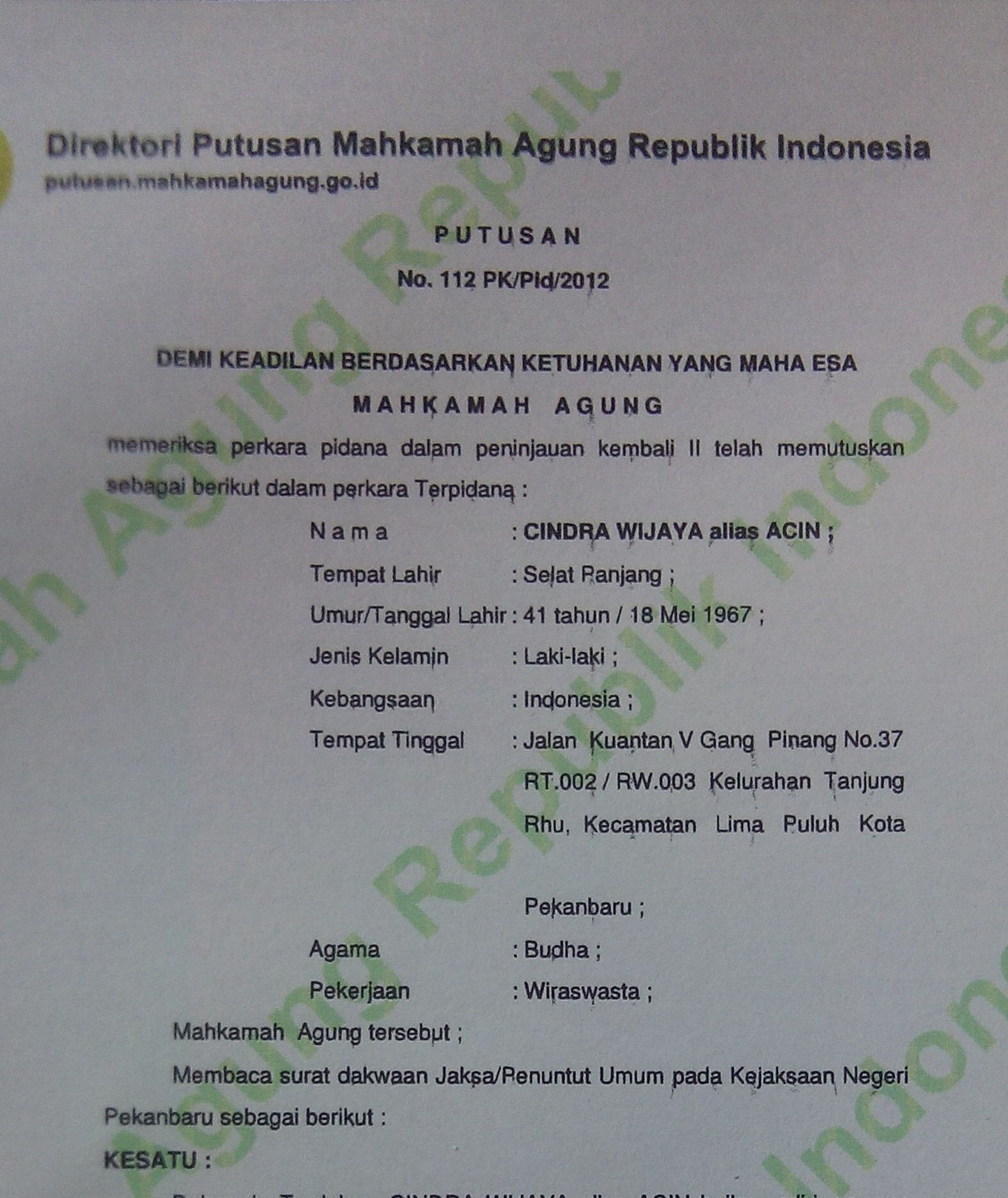

مراجعة قرار المحكمة في إندونيسيا (بالإندونيسية: Peninjauan kembali) هو إجراء قانوني يمكن اتخاذه بواسطة المحكوم عليه (الشخص الخاضع للعقوبة) في قضية قانونية ضد قرار قضائي نهائي وملزم للنظام القضائي في إندونيسيا. يعد قرار المحكمة قرارًا قابلاً للتنفيذ من قِبل المحكمة المحلية ولم يتم تقديم استئناف، ولم يرفع قرار المحكمة العليا استئنافًا (إجراء قانوني في المحكمة العليا)، أو قرار المحكمة العليا. لا يمكن اتخاذ مراجعة القرار لقرارات المحكمة التي لها قوة قانونية دائمة إذا كان القرار قرارًا ينص على أن المدعى عليه (الشخص المتهم في الإجراءات) خالٍ من جميع التهم.